# Амбар на Саоницама у Стапару
Амбар на Саоницама у Стапару је споменик културе од великог значаја и подигнут је 1838. године у Стапару, у општини Сомбор.
Амбар је грађен је на саоницама у скелетној конструкцији од храстовине са испуном од чамових талпи ужлебљених у стубове. Кров је на две воде покривен бибер црепом, што указује да је првобитна кровна конструкција покривена шиндром пропала и замењена постојећом. Забати су од дасака, а на чеоној страни су врата причвршћена оковом. На угаоном чеоном стубу је урезана година градње. Амбари са вратима на забату, познати као тип амбара западне Србије, у варијанти на саоницама карактеристични су за северну Бачку, а посебно околину Сомбора. Као варијанта амбара на преношење, амбар на саоницама у Стапару представљао је пример који употпуњава типолошку слику традиционалних зграда за смештај и чување жита. Амбар више не постоји пошто је изгорео у пожару.